# Episodi de Gli amici immaginari di casa Foster
Elenco degli episodi della serie televisiva animata Gli amici immaginari di casa Foster.
La prima stagione, composta da 13 episodi, è stata trasmessa negli Stati Uniti, da Cartoon Network, dal 13 agosto al 22 ottobre 2004. La seconda stagione, composta da 13 episodi, è stata trasmessa dal 21 gennaio al 15 luglio 2005. La terza stagione, composta da 14 episodi, è stata trasmessa dal 22 luglio 2005 al 24 marzo 2006. La quarta stagione, composta da 13 episodi, è stata trasmessa dal 28 aprile al 23 novembre 2006. La quinta stagione, composta da 13 episodi, è stata trasmessa dal 4 maggio 2007 al 6 marzo 2008. La sesta stagione, composta da 13 episodi, è stata trasmessa dal 13 marzo 2008 al 3 maggio 2009.
In Italia la prima stagione è stata trasmessa da Cartoon Network dal 10 gennaio 2005. La seconda stagione è stata trasmessa dal 12 settembre 2005. La terza stagione è stata trasmessa dal 3 aprile 2006. La quarta stagione è stata trasmessa dall'8 gennaio 2007. La quinta stagione è stata trasmessa dal 3 marzo 2008.

## Stagione 1
| nº | Titolo originale           | Titolo italiano                       | Prima TV USA      | Prima TV Italia |
| -- | -------------------------- | ------------------------------------- | ----------------- | --------------- |
| 1  | House of Bloo's - Part 1   | La nuova casa di Bloo - Prima Parte   | 13 agosto 2004    | 10 gennaio 2005 |
| 2  | House of Bloo's - Part 2   | La nuova casa di Bloo - Seconda Parte | 13 agosto 2004    | 10 gennaio 2005 |
| 3  | House of Bloo's - Part 3   | La nuova casa di Bloo - Terza Parte   | 13 agosto 2004    | 10 gennaio 2005 |
| 4  | Store Wars                 | Buon compleanno, Madame Foster!       | 20 agosto 2004    | 11 gennaio 2005 |
| 5  | The Trouble with Scribbles | La porta segreta                      | 27 agosto 2004    | 12 gennaio 2005 |
| 6  | Busted                     | Le regole sono regole                 | 3 settembre 2004  | 13 gennaio 2005 |
| 7  | Dinner Is Swerved          | Tutti a tavola                        | 10 settembre 2004 | 14 gennaio 2005 |
| 8  | World Wide Wabbit          | Il coniglio buffo                     | 17 settembre 2004 | 17 gennaio 2005 |
| 9  | Berry Scary                | Amore a prima svista                  | 24 settembre 2004 | 18 gennaio 2005 |
| 10 | Seeing Red                 | Nemico/Amico                          | 1º ottobre 2004   | 19 gennaio 2005 |
| 10 | Phone Home                 | L'amico del mese                      | 1º ottobre 2004   | 19 gennaio 2005 |
| 11 | Who Let the Dogs In?       | Vietato l'ingresso ai cani            | 8 ottobre 2004    | 20 gennaio 2005 |
| 12 | Adoptcalypse Now           | Il sabato delle adozioni              | 15 ottobre 2004   | 21 gennaio 2005 |
| 13 | Bloooo                     | Il fantasma cannibale                 | 22 ottobre 2004   | 24 gennaio 2005 |

### La nuova casa di Bloo
Mac manda Bloo a vivere a casa Foster dopo che sua madre gli ha detto che un bambino della sua età, è troppo grande per avere un amico immaginario. Lì incontrano il signor Herriman, Frankie, Wilt, Coco ed Eduardo, che annunciano tutti che Bloo sarà adottato da un altro bambino. A Mac viene promesso che Bloo non verrà adottato se lo visita ogni giorno, tuttavia affrontano dei problemi quando il fratello di Mac, Terrence, e un'amica immaginaria diabolica di nome Duchessa vogliono sbarazzarsi di Bloo. Ora tocca a Mac e ai suoi nuovi migliori amici unire le forze e salvare Bloo. Combattono un mostro immaginario chiamato Extremosaurus (che assomiglia a un ragno gigante). L'Extremosaurus insegue Bloo per la discarica, ma con l'aiuto del coraggio di Eduardo, delle uova di Coco, delle abilità di basket di Wilt e dell'intelligenza di Mac, salvano Bloo.

### Buon compleanno, Madame Foster!
Arriva il giorno del compleanno di Madame Foster e Frankie ha dimenticato di comprare le stelle filanti, quindi il signor Herriman gli ordina di andare a prenderne un po'. Mac, Bloo, Eduardo, Wilt e Coco si uniscono, tuttavia si allontanano mentre si trovano nel centro commerciale e si mettono in vari guai, rallentando Frankie.

### La porta segreta
Bloo scopre una porta nella casa che a tutti è vietato di aprire. Chiede in giro della porta, ma nessuno ha intenzione di dirgli niente. Alla fine Bloo decide di scoprire di persona cosa c'è e apre la porta, liberando centinaia di amici immaginari chiamati scarabocchi, creati dai bambini. Gli scarabocchi si rivelano utili e iniziano a lavorare in casa, facendo diventare tutti pigri.

### Le regole sono regole
Il signor Herriman non è contento che Bloo non segua perfettamente le regole della casa. Quando minaccia di cacciare Bloo, quest'ultimo è così stressato che rompe accidentalmente un busto di Madame Foster. Bloo cerca di trovare un modo per riparare il busto rotto prima che il signor Herriman lo scopra.

### Tutti a tavola
Quando Mac visita casa Foster, Bloo vuole mostrargli qualcosa sul tetto, anche se quando è ora per loro di tornare al piano di sotto, si ritrovano persi e incapaci di scendere. Nel frattempo, tutti nella sala da pranzo rubano il cibo mentre il signor Herriman vuole aspettare l'arrivo di Bloo prima di cenare.

### Il coniglio buffo
Mac e Bloo stanno usando la fotocamera digitale di Frankie per realizzare interviste video per il nuovo sito web di Foster, quando si imbattono nel signor Herriman che balla e si comporta in modo strano con Madame Foster. Mac lo registra, tuttavia decide di cancellare il video imbarazzante. Prima che possa farlo, tuttavia, Bloo afferra la telecamera, mostra il filmato a Frankie e alla fine lo carica su Internet. Bloo e gli altri cercano disperatamente di impedire al signor Herriman di scoprire la sua ritrovata fama su Internet.

## Stagione 2
| nº | Titolo originale                   | Titolo italiano                | Prima TV USA    | Prima TV Italia   |
| -- | ---------------------------------- | ------------------------------ | --------------- | ----------------- |
| 14 | Partying Is Such Sweet Soiree      | La festa folle                 | 21 gennaio 2005 | 12 settembre 2005 |
| 15 | The Big Lablooski                  | Il campione                    | 28 gennaio 2005 | 13 settembre 2005 |
| 16 | Where There's a Wilt There's a Way | Chi trova un amico, trova Wilt | 4 febbraio 2005 | 14 settembre 2005 |
| 16 | Everyone Knows It's Bendy          | È stato Bendy                  | 4 febbraio 2005 | 14 settembre 2005 |
| 17 | Sight for Sore Eyes                | Occhi aperti                   | 4 marzo 2005    | 15 settembre 2005 |
| 17 | Bloo's Brothers                    | Bloo's Brothers                | 4 marzo 2005    | 15 settembre 2005 |
| 18 | Cookie Dough                       | La ricetta                     | 11 marzo 2005   | 16 settembre 2005 |
| 19 | Frankie My Dear                    | Amore a seconda vista          | 18 marzo 2005   | 19 settembre 2005 |
| 20 | Mac Daddy                          | Fratellino formaggino          | 6 maggio 2005   | 20 settembre 2005 |
| 21 | Squeakerboxxx                      | Amici a turno                  | 13 maggio 2005  | 21 settembre 2005 |
| 22 | Beat with a Schtick                | Un mostro di comicità          | 20 maggio 2005  | 22 settembre 2005 |
| 23 | The Sweet Stench of Success        | Fame di fama                   | 27 maggio 2005  | 23 settembre 2005 |
| 24 | Bye Bye Nerdy                      | Il secchione                   | 1º luglio 2005  | 26 settembre 2005 |
| 25 | Bloo Done It                       | Edizione straordinaria         | 8 luglio 2005   | 27 settembre 2005 |
| 26 | My So Called Wife                  | Oggi sposi                     | 15 luglio 2005  | 28 settembre 2005 |

## Stagione 3
| nº | Titolo originale                           | Titolo italiano                      | Prima TV USA      | Prima TV Italia  |
| -- | ------------------------------------------ | ------------------------------------ | ----------------- | ---------------- |
| 27 | Eddie Monster                              | Eduardo cuor di fifone               | 22 luglio 2005    | 3 aprile 2006    |
| 28 | Hiccy Burp                                 | Un singhiozzo per amico              | 5 settembre 2005  |                  |
| 29 | Camp Keep a Good Mac Down                  | Ritorno alla natura                  | 9 settembre 2005  |                  |
| 30 | Imposter's Home for Um... Make 'Em Up Pals | Il nuovo arrivato                    | 16 settembre 2005 |                  |
| 31 | Duchess of Wails                           | Il lamento della Ms. Duchessa        | 23 settembre 2005 |                  |
| 32 | Foster's Goes to Europe                    | Viaggio in Europa                    | 4 novembre 2005   |                  |
| 33 | Go Goo Go                                  | La ragazza di Mac                    | 11 novembre 2005  |                  |
| 34 | Crime After Crime                          | A letto senza cena                   | 18 novembre 2005  |                  |
| 35 | Land of the Flea                           | L'uomo che sussurrava alle pulci     | 25 novembre 2005  |                  |
| 36 | A Lost Claus                               | Lo speciale di Natale di casa Foster | 1º dicembre 2005  | 25 dicembre 2005 |
| 37 | One False Movie                            | Ciak! Si gira                        | 10 febbraio 2006  |                  |
| 38 | Setting a President                        | Elezioni a casa Foster               | 17 febbraio 2006  |                  |
| 39 | Room with a Feud                           | La stanza della discordia            | 17 marzo 2006     |                  |
| 40 | Cuckoo for Coco Cards                      | Tutti pazzi di Coco                  | 24 marzo 2006     |                  |

## Stagione 4
| nº | Titolo originale               | Titolo italiano                   | Prima TV USA     | Prima TV Italia |
| -- | ------------------------------ | --------------------------------- | ---------------- | --------------- |
| 41 | Challenge of the Super Friends | Nemici immaginari                 | 28 aprile 2006   | 8 gennaio 2007  |
| 42 | The Big Picture                | La foto ricordo                   | 5 maggio 2006    | 9 gennaio 2007  |
| 43 | Squeeze the Day                | Una giornata memorabile           | 12 maggio 2006   | 10 gennaio 2007 |
| 44 | Neighbor Pains                 | Un vicino per nemico              | 19 maggio 2006   | 11 gennaio 2007 |
| 45 | Infernal Slumber               | Pigiama party                     | 17 luglio 2006   | 12 gennaio 2007 |
| 46 | I Only Have Surprise for You   | La festa a sorpresa               | 27 luglio 2006   | 15 gennaio 2007 |
| 47 | Bus the Two of Us              | Gita in autobus                   | 1º agosto 2006   | 16 gennaio 2007 |
| 48 | The Big Cheese                 | Torna a casa tua!                 | 7 agosto 2006    | 17 gennaio 2007 |
| 49 | Bloo's the Boss                | Gli amici immaginari di casa Bloo | 3 novembre 2006  | 18 gennaio 2007 |
| 50 | Emancipation Complication      | Tutti gli uomini del presidente   | 10 novembre 2006 | 19 gennaio 2007 |
| 51 | Make Believe It or Not         | Personaggi finti, guai veri       | 17 novembre 2006 | 22 gennaio 2007 |
| 52 | Good Wilt Hunting - Part 1     | La grande fuga - Prima Parte      | 23 novembre 2006 | 23 gennaio 2007 |
| 53 | Good Wilt Hunting - Part 2     | La grande fuga - Seconda Parte    | 23 novembre 2006 | 24 gennaio 2007 |

## Corti
| nº | Titolo originale          | Titolo italiano | Prima TV USA     | Prima TV Italia |
| -- | ------------------------- | --------------- | ---------------- | --------------- |
| 1  | Neighborhood Wash         |                 | 7 luglio 2006    |                 |
| 2  | Driving Miss Crazy        |                 | 9 giugno 2006    |                 |
| 3  | All Zapped Up             |                 | 20 novembre 2006 |                 |
| 4  | Bad to the Phone          |                 | 8 dicembre 2006  |                 |
| 5  | Truth or Stare            |                 | 8 dicembre 2006  |                 |
| 6  | A Chore Thing             |                 | 1º gennaio 2007  |                 |
| 7  | Hide and Bloo Seek        |                 | 1º gennaio 2007  |                 |
| 8  | Badvertisement            |                 | 1º gennaio 2007  |                 |
| 9  | Give Pizza a Chance       |                 | 14 febbraio 2007 |                 |
| 10 | Backpack Attack           |                 | 23 giugno 2007   |                 |
| 11 | Petrified Pet             |                 | 1º luglio 2007   |                 |
| 12 | Fistful of Cereal         |                 | 2 luglio 2007    |                 |
| 13 | Cranks a Lot              |                 | 4 luglio 2007    |                 |
| 14 | Drawing Bored             |                 | 4 luglio 2007    |                 |
| 15 | Hair Today, Gone Tomorrow |                 | 4 luglio 2007    |                 |
| 16 | Coconuts                  |                 | 4 luglio 2007    |                 |
| 17 | Pen Pal                   |                 | 5 agosto 2007    |                 |
| 18 | Birthday Cake Bloos       |                 | 7 agosto 2007    |                 |

## Stagione 5
| nº | Titolo originale                                  | Titolo italiano                              | Prima TV USA                                    | Prima TV Italia |
| -- | ------------------------------------------------- | -------------------------------------------- | ----------------------------------------------- | --------------- |
| 54 | Cheese a Go-Go                                    | Devo andare...                               | 4 maggio 2007                                   | 3 marzo 2008    |
| 55 | The Buck Swaps Here                               | Il centone della discordia                   | 18 maggio 2007                                  | 4 marzo 2008    |
| 56 | Say It Isn't Sew                                  |                                              | 8 giugno 2007                                   | 5 marzo 2008    |
| 57 | Something Old, Something Bloo                     | Nonno Bloo                                   | 15 giugno 2007                                  | 6 marzo 2008    |
| 58 | The Bloo Superdude and the Magic Potato of Power! | Bloo Superpiù e il Cristallo-Patata          | 10 settembre 2007                               | 7 marzo 2008    |
| 59 | Schlock Star                                      | Duello all'ultima nota                       | 11 settembre 2007                               | 10 marzo 2008   |
| 60 | The Bride to Beat                                 | Questo matrimonio non s'ha da fare           | 12 settembre 2007                               | 11 marzo 2008   |
| 61 | Affair Weather Friends                            | Barry o Berry?                               | 13 settembre 2007                               | 12 marzo 2008   |
| 62 | Ticket to Rod                                     | Rod Tango                                    | 5 ottobre 2007                                  | 13 marzo 2008   |
| 63 | Nightmare on Wilson Way                           | Incubo a casa Foster - Speciale di Halloween | 12 ottobre 2007 (in 3D) 19 ottobre 2007 (in 2D) | 14 marzo 2008   |
| 64 | Better Off Ed                                     | Le bugie hanno le gambe corte                | 19 ottobre 2007                                 | 17 marzo 2008   |
| 65 | The Little Peas                                   | Pensare positivo                             | 22 novembre 2007                                | 18 marzo 2008   |
| 66 | Let Your Hare Down                                | Un coniglio nuovo                            | 6 marzo 2008                                    | 19 marzo 2008   |

## Stagione 6
| nº | Titolo originale                                                                                          | Titolo italiano                                                                              | Prima TV USA     | Prima TV Italia |
| -- | --- | -------------------------------------------------------------------------------------------- | ---------------- | --------------- |
| 67 | Jackie Khones and the Case of the Overdue Library Crook                                                   | Occhio all'occhio                                                                            | 13 marzo 2008    |                 |
| 68 | Mondo Coco                                                                                                | Coco Star                                                                                    | 10 aprile 2008   |                 |
| 69 | Pranks for Nothing                                                                                        | Il genio della burla                                                                         | 24 aprile 2008   |                 |
| 70 | Bloo Tube                                                                                                 | Ciak! Si gira                                                                                | 8 maggio 2008    |                 |
| 71 | Race for Your Life Mac and Bloo                                                                           | La grande corsa                                                                              | 29 maggio 2008   |                 |
| 72 | Destination: Imagination - Part 1                                                                         | Destinazione: Immaginazione - Prima Parte                                                    | 27 novembre 2008 | 7 marzo 2009    |
| 73 | Destination: Imagination - Part 2                                                                         | Destinazione: Immaginazione - Seconda Parte                                                  | 27 novembre 2008 | 7 marzo 2009    |
| 74 | Destination: Imagination - Part 3                                                                         | Destinazione: Immaginazione - Terza Parte                                                    | 27 novembre 2008 | 7 marzo 2009    |
| 75 | The Bloo Superdude and the Great Creator of Everything's Awesome Ceremony of Fun That He's Not Invited To | I Bloo Superdude e la grande cerimonia del gran trastullo in onore del gran grande dirigente | 3 maggio 2009    |                 |
| 76 | Bad Dare Day                                                                                              | Il giorno della brutta provocazione                                                          | 3 maggio 2009    | non c-e         |
| 77 | Read 'Em and Weep                                                                                         | Leggitelo e sfogati                                                                          | 3 maggio 2009    | non c-e         |
| 78 | Fools and Regulations                                                                                     |                                                                                              | 3 maggio 2009    | non c-e         |
| 79 | Goodbye to Bloo                                                                                           | Arrivederci, Bloo!                                                                           | 3 maggio 2009    | non c-e         |